# Droga wojewódzka 504
Die Droga wojewódzka 504 (DW 504) ist eine polnische Woiwodschaftsstraße. Im Norden Polens führt sie von Elbląg (Elbing) über Frombork (Frauenburg) bis nach Braniewo (Braunsberg). Bei einer Gesamtlänge von 41 Kilometern durchzieht sie drei Kreise innerhalb der Woiwodschaft Ermland-Masuren: Stadtkreis Elbląg, Landkreis Elbląg und Kreis Braniewo.
Die DW 504 bietet eine Alternative zu der – jedoch schnelleren – Verbindung von Elbląg über die DK 22, Droga ekspresowa S 22 (Teilstück der unvollendeten Reichsautobahn Berlin–Königsberg) und DK 54  nach Braniewo.
In ihrer Gesamtlänge verläuft die DW 504 auf der Trasse der ehemaligen Reichsstraße 1, die von Aachen über Berlin und Königsberg (Preußen) bis nach Eydtkuhnen führte.

## Straßenverlauf
Woiwodschaft Ermland-Masuren
- Grodzki Elbląg (Stadtkreis Elbing):
  - Elbląg (Elbing) (→ DK 7, DK 22, DW 500, DW 503 und DW 509)

- Powiat Elbląski (Kreis Elbing):
  - Piastowo (Königshagen)
  - Milejewo (Trunz)
  - Zajączkowo (Haselau)
  - Huta Żuławska (Hütte)
  - Pogrodzie (Neukirch Höhe) (→ DW 503)

- Powiat Braniewski (Kreis Braunsberg):
  - Narusa (Narz)
  - Frombork (Frauenburg) (→ DW 505)
  - Stępień (Stangendorf)

- X Staatsbahnlinie Nr. 204: Malbork (Marienburg (Westpreußen)) – Mamonowo (Heiligenbeil) X
  - Prętki (Marienhöhe)
  - Braniewo (Braunsberg) (→ DK 54 und DW 507)